# Pond Inlet
Pond Inlet (Inuktitut: Mittimatalik, (luogo dove è sepolto Mitima); ᒥᑦᑎᒪᑕᓕᒃ) è un insediamento Inuit situato nella Regione di Qikiqtaaluk, nel territorio del Nunavut in Canada, all'estremo nord dell'Isola di Baffin. Per il censimento del 2016 la popolazione era di 1 617 abitanti, in crescita del 18,6% rispetto al 2006, rendendolo uno degli insediamenti più popolati oltre il 72º parallelo.

## Nome
Pond Inlet fu chiamata così nel 1818 da parte dell'esploratore inglese John Ross, in memoria dell'astronomo John Pond. 

## Attività
L'economia di Pond Inlet è principalmente basata sul settore del turismo. Pond Inlet è considerato uno dei "gioielli del nord" del Canada. È una delle comunità più caratteristiche, con le sue catene montuose a picco sul mare che si estendono in tutte le direzioni. Gli iceberg in inverno sono facilmente raggiungibili attraverso le motoslitte. Pond Inlet dispone di numerose imbarcazioni, fra le quali molte rompighiaccio.

## Geografia fisica

### Territorio
Caribù, otarie, narvali e orsi polari sono gli animali più facili da incontrare nella regione. Nel territorio vicino al centro si estende uno dei parchi nazionali più recenti del Canada, che prende il nome dal ghiacciaio più grande sull'Isola Bylot: il Sirmilik National Park.

## Infrastrutture e trasporti
Pond Inlet è facilmente raggiungibile via aereo dal capoluogo Iqaluit, verso il Pond Inlet Airport. Il mare di ghiaccio è libero per circa tre mesi e mezzo, quando le navi da crociera turistiche visita e le merci possono essere trasportate alla comunità da parte dei mezzi cargo. Cibi freschi come frutta, verdura e latte provengono direttamente da Montréal, con numerosi viaggi ogni settimana di oltre 2500 km.
A causa delle grandi distanze qui i prezzi sono ben oltre al di sopra della media del Canada meridionale. 
Sebbene il centro abitato si estenda per solo 2,5 km di lunghezza, le motoslitte e i quad sono i maggiori mezzi di trasporto. Dallo sviluppo economico dovuto all'autonomia del Nunavut le condizioni economiche sono migliorate e il numero dei veicoli è notevolmente aumentato.

## Cultura

### Istruzione
Pond Inlet è servita da due strutture scolastiche: Ulaajuk (scuola elementare) e Nasivvik (scuola media e superiore).